# Dysstroma grisea-effusa
Dysstroma grisea-effusa är en fjärilsart som beskrevs av Müller 1930. Dysstroma grisea-effusa ingår i släktet Dysstroma och familjen mätare. Inga underarter finns listade i Catalogue of Life.